# Västtyskland i olympiska vinterspelen 1976
Västtyskland deltog i de olympiska vinterspelen 1976 med en trupp bestående av 71 deltagare, 56 män och 15 kvinnor, vilka deltog i 31 tävlingar i tio sporter. Landet slutade på femte plats i medaljligan, med två guldmedaljer och tio medaljer totalt.

## Medaljer
| Medalj | Namn                                                               | Sport               | Gren                |
| ------ | ------------------------------------------------------------------ | ------------------- | ------------------- |
| 1      | Rosi Mittermaier                                                   | Alpin skidåkning    | Damernas störtlopp  |
| 1      | Rosi Mittermaier                                                   | Alpin skidåkning    | Damernas slalom     |
| 2      | Rosi Mittermaier                                                   | Alpin skidåkning    | Damernas storslalom |
| 2      | Wolfgang Zimmerer Manfred Schumann                                 | Bob                 | Herrarnas tvåmanna  |
| 2      | Urban Hettich                                                      | Nordisk kombination |                     |
| 2      | Hans Brandner Balthasar Schwarm                                    | Rodel               | Herrdubbel          |
| 2      | Josef Fendt                                                        | Rodel               | Herrsingel          |
| 3      | Wolfgang Zimmerer Peter Utzschneider Bodo Bittner Manfred Schumann | Bob                 | Herrarnas fyrmanna  |
| 3      | Västtysklands ishockeylandslag                                     | Ishockey            | Herrarnas turnering |
| 3      | Elisabeth Demleitner                                               | Rodel               | Damsingel           |